# تاریخ اندونزی

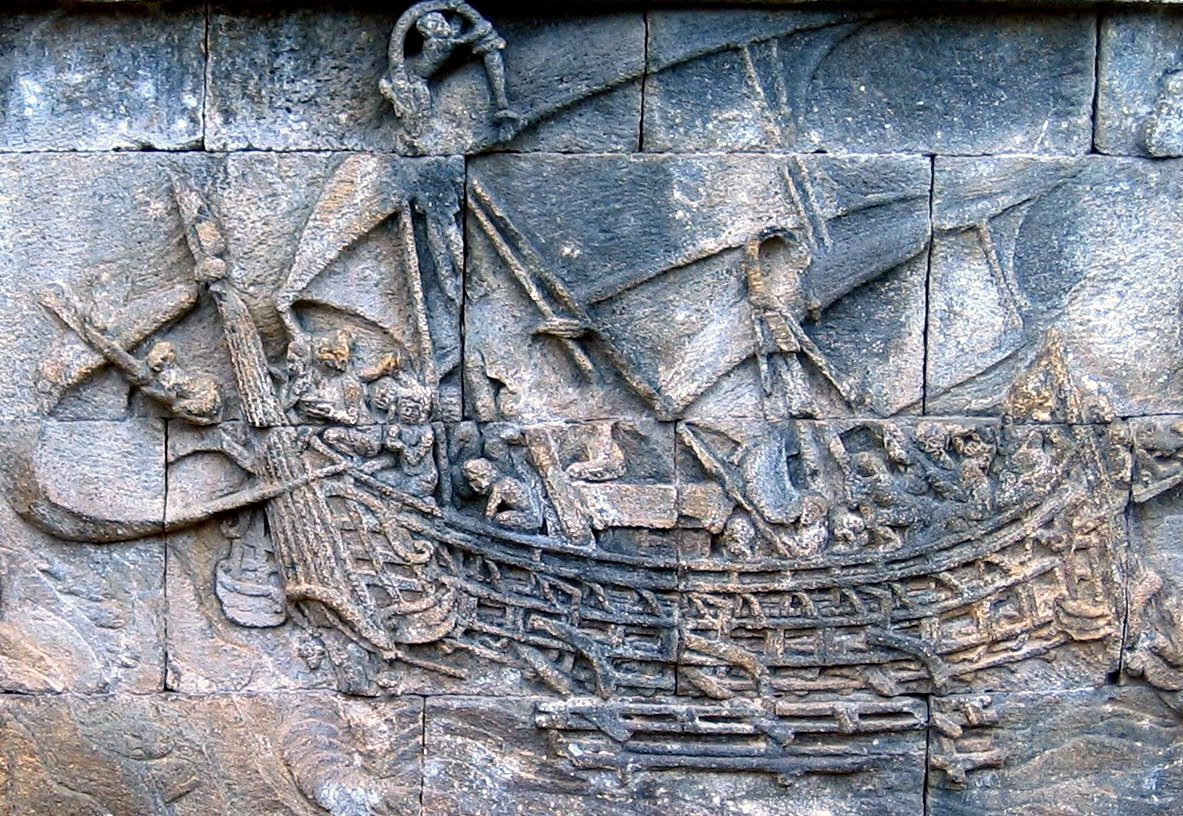
در اوایل قرن اول میلادی کشتی‌های اندونزی سفرهای تجاری تا آفریقا را انجام دادند. پرونده: کشتی حک شده در بوروبودور

تاریخ اندونزی به واسطه موقعیت جغرافیایی، منابع طبیعی آن، مجموعه ای از مهاجرت‌ها و تماس‌های انسانی، جنگ‌ها و فتح‌ها و همچنین تجارت، اقتصاد و سیاست شکل گرفته است. اندونزی کشوری مجمع‌الجزایر است که از ۱۷۰۰۰ تا ۱۸۰۰۰ جزیره (۸٫۸۴۴ نامگذاری شده و ۹۲۲ سکونت دائمی) در امتداد استوا در جنوب شرق آسیا امتداد دارد. موقعیت استراتژیک دریایی این کشور باعث تقویت تجارت بین جزیره ای و بین‌المللی آن شد. تجارت از آن زمان به بعد اساساً تاریخ اندونزی را شکل داده است. منطقه اندونزی توسط مهاجران مختلف شکل گرفته است و باعث ایجاد تنوع فرهنگ، قومیت و زبان گردیده است. اراضی و شرایط آب و هوایی مجمع الجزایر به‌طور قابل توجهی بر کشاورزی و تجارت و تشکیل دولت تأثیر گذاشت. مرزهای ایالت اندونزی مرزهای قرن بیستم هند شرقی هلند را نشان می‌دهد.
بقایای فسیل شده انسان راست‌قامت و ابزارهای وی، که به عنوان " جاوا " شناخته می‌شود، نشان می‌دهد که مجمع الجزایر اندونزی حداقل ۱٫۵ میلیون سال پیش در آن سکونت وجود داشته است. تصور می‌شود مردمان آسترونزیایی، که اکثریت جمعیت مدرن را تشکیل می‌دهند، اصالتاً اهل تایوان بوده‌اند و در حدود سال ۲۰۰۰ پیش از میلادی به اندونزی رسیده‌اند. قرن هفتم پس از میلاد، پادشاهی دریایی قدرتمند امپراتوری سریویجایا شکوفا شد و تأثیرات هندو و آیین بوداییرا با آن گرفت. پس از آن سلسله‌های بودایی سیلندرا و پادشاهی مدانگ در جاوا شکوفا شدند. آخرین پادشاهی مهم غیرمسلمان، پادشاهی هندو ماجاپاهیت بود که، از اواخر قرن ۱۳ام به وجود آمد و تأثیر آن بر بیشتر اندونزی گسترش یافت. اولین شواهد از جمعیت اسلامی شده در اندونزی مربوط به قرن سیزدهم در شمال سوماترا است. سایر مناطق اندونزی به تدریج اسلام را پذیرفتند که تا پایان قرن شانزدهم دین اصلی در جاوه و سوماترا شد. در بیشتر موارد، اسلام با تأثیرات فرهنگی و مذهبی موجود همپوشانی و آمیخته است.

## پیش از تاریخ

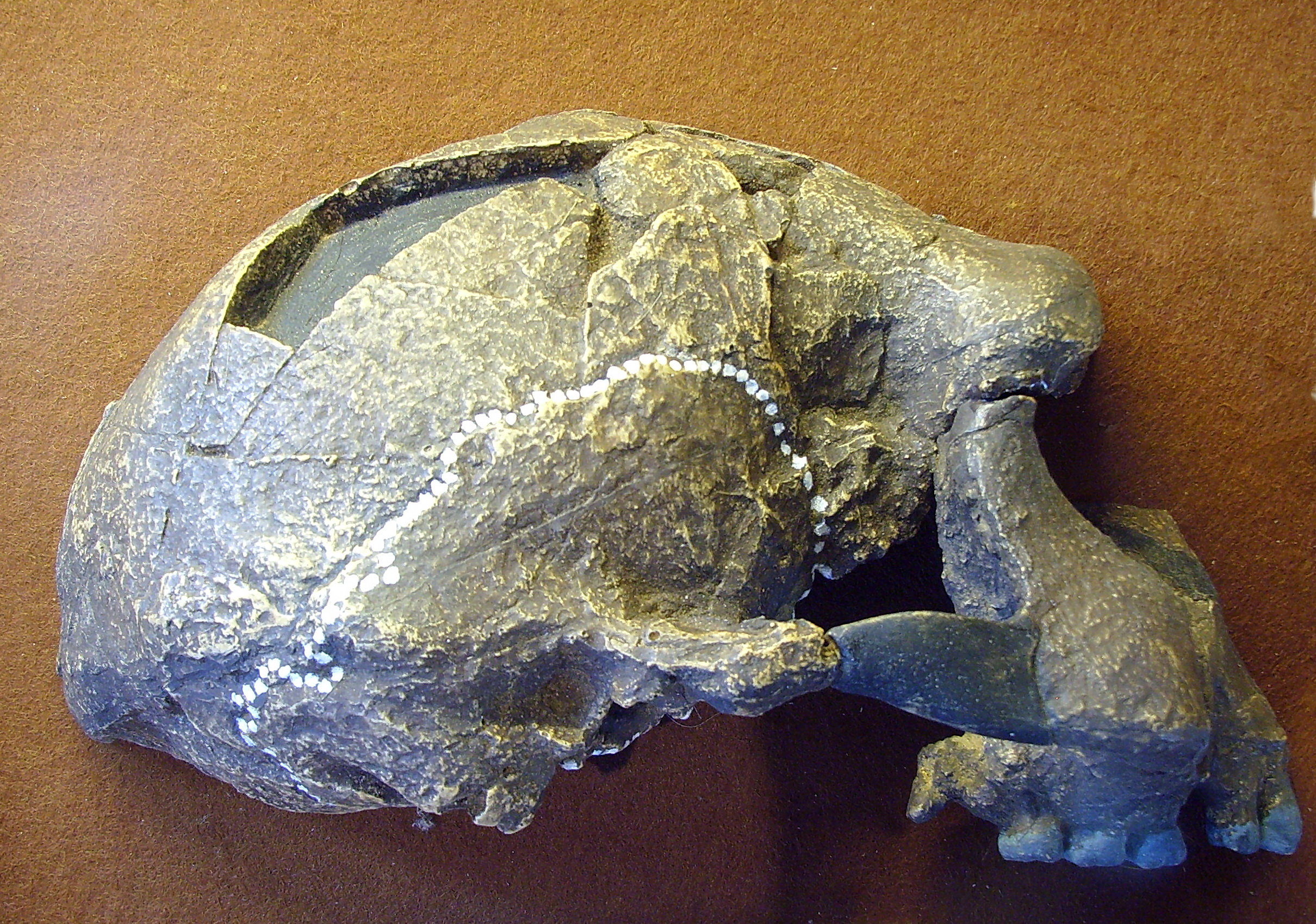
ماکت جمجمه انسان جاوه‌ای، در اصل در سنگیران، مرکز جاوه کشف شد.

در سال ۲۰۰۷، تجزیه و تحلیل علائم برش بر روی دو استخوان گاو موجود در سنگیران، نشان داد که ۱٫۵ تا ۱٫۶ میلیون سال پیش توسط ابزارهای از صدف ساخته شده است. این قدیمی‌ترین مدرک برای حضور انسان اولیه در اندونزی است. بقایای فسیل شده انسان راست‌قامت، که به عنوان " انسان جاوه‌ای " معروف است، اولین بار توسط آناتومیست هلندی، یوگن دوبوسی در ترینیل در سال ۱۸۹۱ کشف شد، و حداقل ۷۰۰۰۰۰ سال قدمت دارد، در این زمان قدیمی‌ترین جد انسان که تاکنون پیدا شده است. علاوه بر این فسیل‌های انسان راست‌قامت سولوییدر یک سن مشابه در دهه ۱۹۳۰ در سنگگریان توسط انسان‌شناس گوستاو هاینریش رالف فون کشف شد که در همان دوره زمانی نیز فسیل‌های موجود در نانگاندونگ را در کنار ابزارهای پیشرفته تر کشف کرد و در سال ۲۰۱۱ دوباره بین ۵۵۰۰۰۰ تا ۱۴۳٬۰۰۰ سال قدمت گذاشت. ..
اکثریت جمعیت امروزی اندونزی از نژاد آسترونزی هستند که از تایوان به سوی جنوب شرق مهاجرت کرده‌بودند. آن‌ها در حدود ۲۰۰۰ سال پیش از میلاد به اندونزی رسیدند و جمعیت بومی ملانزی را به سوی شرق راندند. شرایط بسیار خوب برای کشاورزی و توسعه کشت آبی برنج در حدود ۸۰۰ سال قبل از میلاد باعث شد تا شهرها، شهرستان‌ها و پادشاهی‌های کوچک بتوانند در سراسر قرن نخست پیش از میلاد شکوفا شوند.
حالت قرارگیری تنگه‌های میان جزایر در اندونزی به‌گونه‌ای است که هم تجارت بین جزایر و هم بازرگانی برون‌مرزی را شکوفا می‌کند. به عنوان نمونه مسیرهای تجاری میان پادشاهی‌های اندونزی و چین از چند سده پیش از میلاد مسیح شکل گرفته بودند. این تجارت‌ها بر تاریخ اندونزی تأثیر بسیاری داشته است.
در متون خاورمیانه از مناطقی از اندونزی امروزی به عنوان «جابه» و «زابج» یاد شده است. این دو نام بیش از آنکه به‌زعم برخی پژوهندگان محدود به دو جزیرهٔ جاوه و سوماترا باشد، یک عنوان کلی برای قلمرو پادشاهی سری‌ویجایا و ماجاپاهیت، شامل تعداد زیادی از جزایر هند بوده است. مسلمانان تمام این جزایر را تحت نام کلی جاوه می‌شناختند و کلمهٔ زابج یا جابه نیز در متون کهن اسلامی به همین معنا به کار رفته است. تلقی مارکوپولو از جاوهٔ بزرگ و جاوهٔ کوچک نیز احتمالاً به اعتبار همین نام کلی می‌باشد.
منبت العطر یا سرزمین گیاهان خوشبو به شرحی که در کتاب ابن خُردادبه با فاصلهٔ پانزده روز راه از زابج و اطراف آن آمده است به احتمال زیاد جزایر ملوک مرکز ادویه می‌باشد، زیرا میخک و جوز بویا که اقلام عمدهٔ ادویه‌اند عمدتاً در این جزایر به عمل می‌آیند. حتی جنگل‌های خودروی این دو گیاه نیز از قدیم در بعضی از جزایر ملوک نظیر آمبون و ترناته وجود داشته است.

## تمدنهای هندو-بودایی

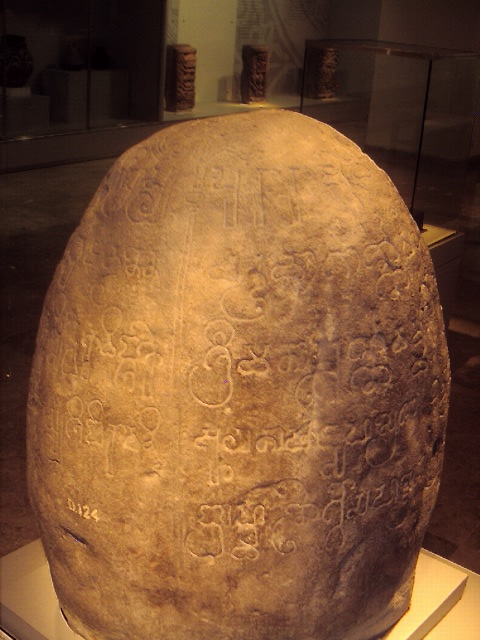
کتیبه ای سنگی ۱۶۰۰ ساله از دوران پورنوارمان، پادشاه تاروماناگارا، در توگو از تأسیس جاکارتا.

اندونزی مانند بسیاری از تمدن‌های آسیای جنوب شرقی تحت تأثیر فرهنگ هند قرار گرفته است. از قرن ۲، از طریق سلسله‌های هند مانند پالاوا، گوپتا، پالا و دودمان چولا در قرن‌های بعد تا قرن دوازدهم، فرهنگ هند در سراسر آسیای جنوب شرقی گسترش یافت.

### مدنگ

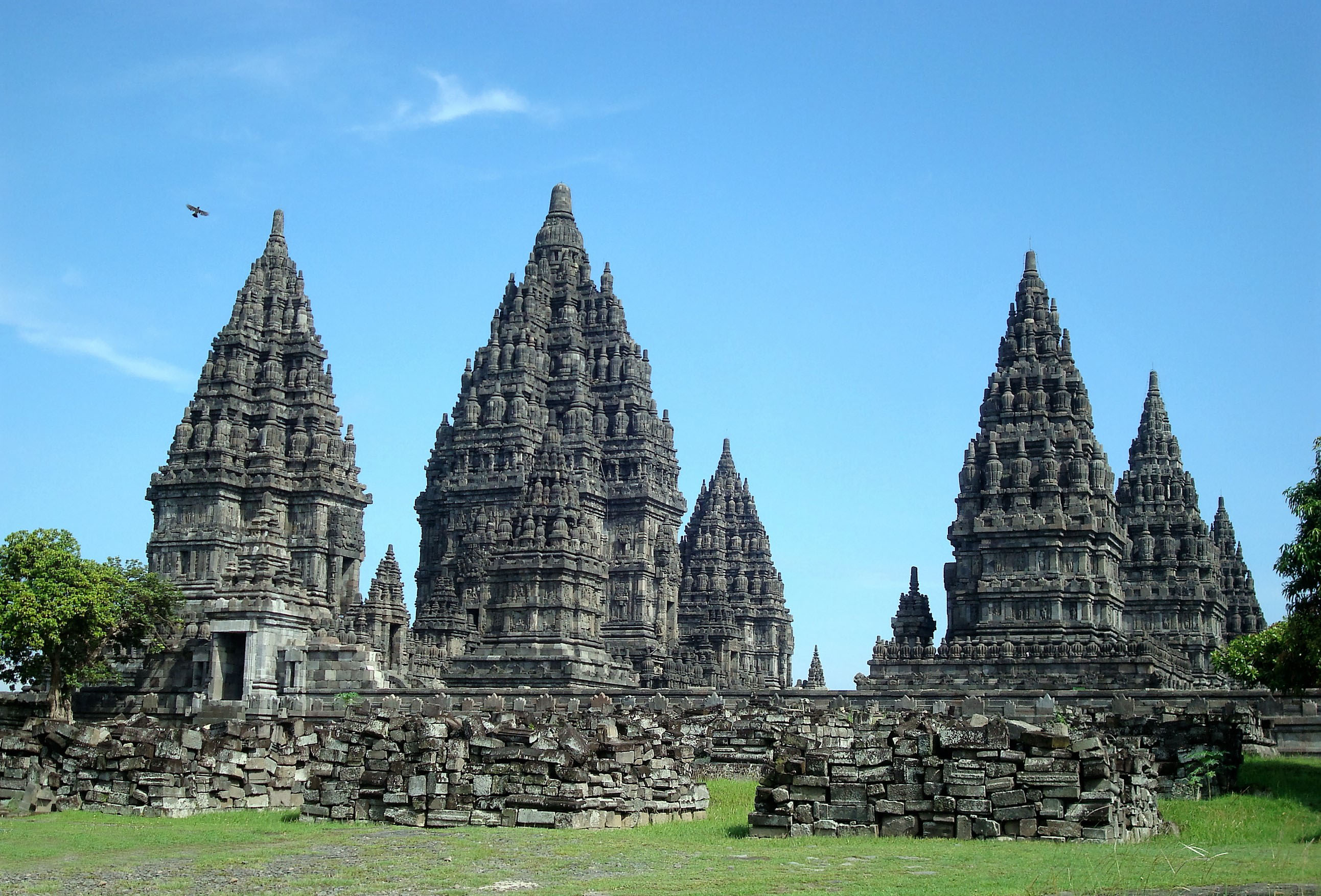
پرامبانان در جاوا؛ در زمان سلسله سانجیای ماتارام ساخته شده است، این یکی از بزرگ‌ترین مجتمع‌های معبد هندو در جنوب شرقی آسیا است.

امپراتوری مدانگ یا پادشاهی مدانگ یا پادشاهی ماتارام دولتی هندو-بودایی بود که میان سده‌های هشتم تا یازدهم میلادی در جاوه مستقر بود. پادشاهی مدانگ نخست در جاوه مرکزی و سپس جاوه شرقی پا گرفت. بنیادگذار این پادشاهی سانجایا بود و دودمان شایلیندره بر این سرزمین فرمان می‌راند.
کهن‌ترین سند یافت‌شده از این پادشاهی موسوم به کتیبه کانگال است که به زبان سانسکریت نگاشته شده است و تاریخ آن مربوط به ۷۳۲ میلادی است.

### سریویجایا

امپراتوری امپراتوری سریویجایا در جنوب شرقی آسیا.

امپراتوری سریویجایا یک قدرت دریایی در منطقه جزایر اندونزی و سوماترا بود که از چندین دولت‌شهر تشکیل شده بود. امپراتوری سریویجایا به واسطه قدرت و مساحت خود، نفوذ بسیار زیادی در منطقه جنوب شرق آسیا داشت. این امپراتوری یکی از مهم‌ترین و اساسی‌ترین مراکز برای گسترش آیین بودا از قرن هشتم گاه‌شماری دوران مشترک تا قرن دوازدهم گاه‌شماری دوران مشترک، بود. در زبان سانسکریت -که از زبان‌های رسمی این کشور بود- قسمت «سری» نام این امپراتوری معنی «خوش شانس»، «موفق» یا «شاد» را می‌دهد و قسمت «ویجایا» عبارت به معنی «برنده» یا شاید «برتر» را می‌دهد.
قدیمی‌ترین شواهد کشف شده که تاریخ این کشور را بیان کند، به قرن هفتم گاه‌شماری دوران مشترک بازمی‌گردد. این شواهد به این بازمی‌گردد که در سال ۶۷۱ گاه‌شماری دوران مشترک، زمان ییجینگ، شاه چینی دودمان تانگ؛ در یک راهپیمایی مونک، این امپراتوری مشاهده شد. اولین کتیبه کشف شده که در آن به نام سریویجایا اشاره شده باشد؛ مربوط می‌شود به کتیبه «کدوکان بوکیت» -کتیبه‌ای که توسط یک هلندی به نام ام. باتنبرگ در تاریخ بیست و نه نوامبر سال ۱۹۲۰. این کتیبه سوماترای جنوبی، در نزدیکی شهر پالم بانگ کشف شد. کتیبه کدوکان بوکیت احتمالاً مربوط به تاریخ ۱۶ ژوئن سال ۶۸۲ گاه‌شماری دوران مشترک می‌باشد - می‌باشد. این دولت در میان اواخر قرن هفتم گاه‌شماری دوران مشترک تا اوایل قرن یازدهم گاهشماری مذکور، شروع به سیر کردن روندی برای تبدیل شدن به یک دولت فرا دستی، در منطقه جنوب شرق آسیا شد. این دولت وارد یک سری روابط پیچیده - اغلب رقابت - با کشورهای همسایه‌ای ماتارام، امپراتوری خمر و دولت چامپا شد. از میان عوامل درآمد خارجی آن کشور، مهم‌ترین قسمت آن را قراردادهای تجاری بود که دولت سریویجایا با حکومت آن زمان چین می‌بست. این قردادها از زمان حضور دودمان تانگ تا زمان روی کار آمدن دودمان سونگ ادامه می‌یافت.

### سینگاساری و ماجاپاهیت
علیرغم فقدان شواهد تاریخی، مشخص است که ماجاپاهیت برترین حکومت‌های پیش از اسلام بر اندونزی تسلط داشتند. پادشاهی هندو ماجاپاهیت در اواخر قرن 13th در شرق جاوه تأسیس شد، و تحت گاجا مادا اداره می‌شد که اغلب در تاریخ اندونزی از آن به عنوان " دوران طلایی " یاد می‌شود، که نفوذ آن به بیشتر مناطق جنوبی شبه جزیره مالایی مانند، بورنئو، سوماترا و بالی از حدود سال ۱۲۹۳ تا حدود ۱۵۰۰ سال گسترش یافت.

## دوران استعمار

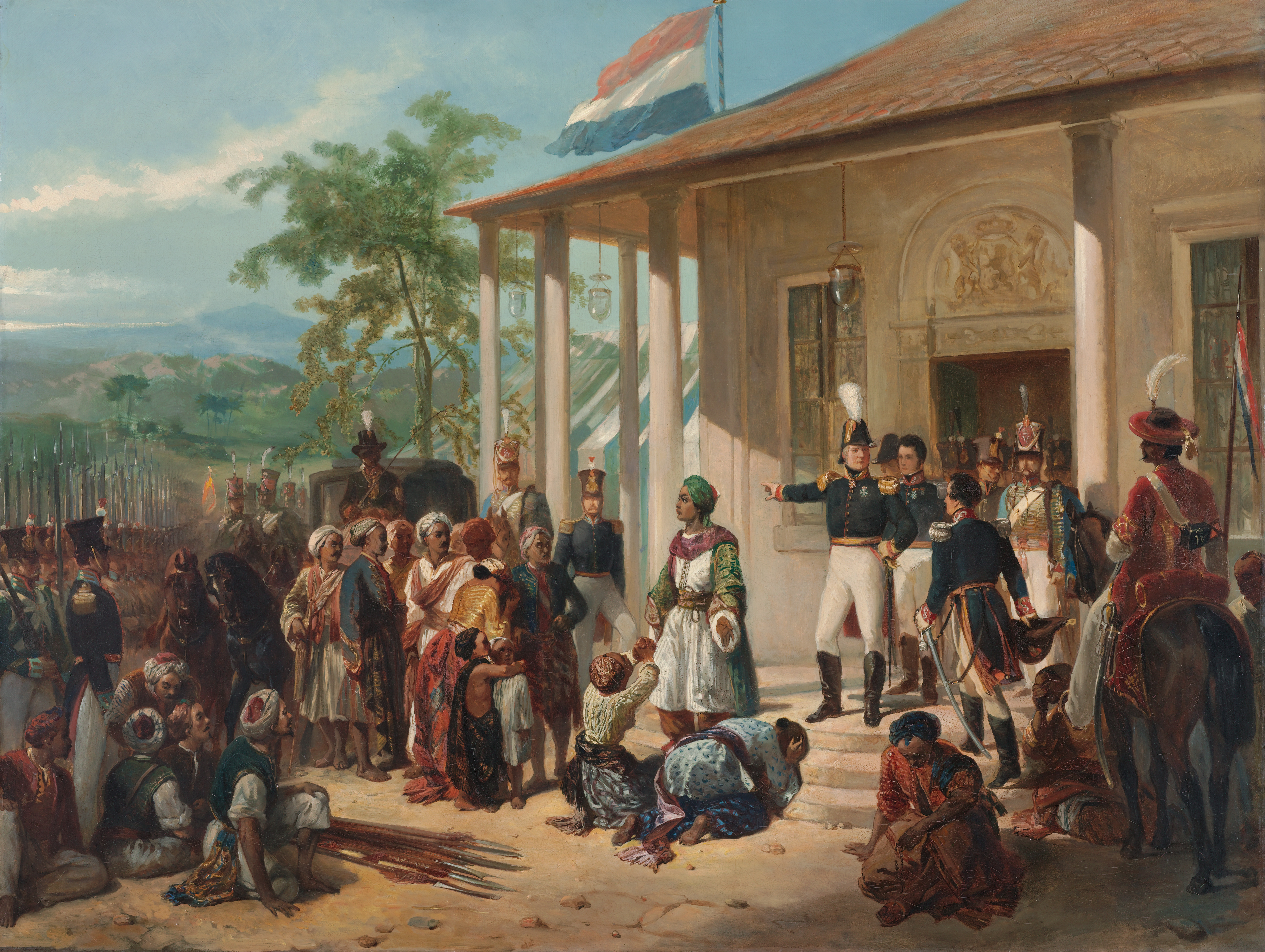
تسلیم شدن شاهزاده جاوه به ژنرال هلندی، جنگ جاوه در ۱۸۳۰

جزایر اندونزی در قدیم سلطان‌نشین بوده‌اند تا آنکه در قرن شانزدهم اسپانیایی‌ها و پرتغالی‌ها به آن دست یافتند. کمپانی شرقی هلند در ابتدای قرن هجدهم، حکومت اندونزی را به دست گرفت. در ۱۷۴۰ هلندی‌ها شورش مردم جاکارتا را با کشتار ۲۰ هزار اندونزیایی و چینی درهم شکستند. در ۱۹۰۷، «سی سی نگا مانگزایا» پادشاه اندونزی علیه هلندی‌ها قیام کرد اما ارتش استعماری هلند سپاه او را شکست داد و سلطه استعمار هلند بر اندونزی محکم شد.

### حکومت ایالت هلند

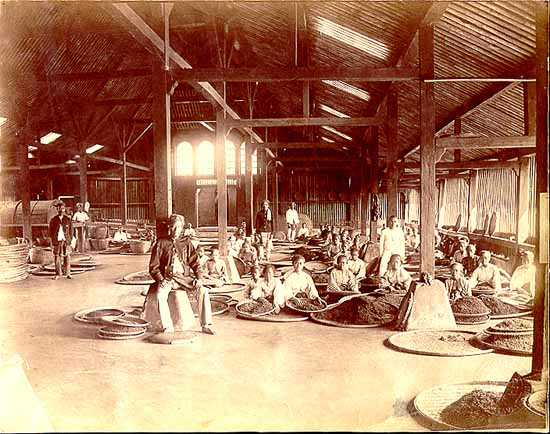
کارخانه چای باتویان (جاکارتا) در دهه ۱۸۶۰.

بخشی از مستعمرات هلند بود که پس از جنگ جهانی دوم به استقلال رسید و به اندونزی مدرن کنونی تبدیل شد. در طول قرن ۱۹، سلطهٔ هلند گسترش یافت و باعث شد مرزهای این سرزمین به بزرگ‌ترین حد خود در اوایل قرن ۲۰ برسد، قلمرویی که اکنون اندونزی مدرن امروزی را تشکیل می‌دهد.
در واقع «هند شرقی»، یکی از مهم‌ترین مستعمرات اروپایی‌ها و زیر سلطه امپراطوری هلند بود که کمک چشمگیری به برتری هلندی‌ها در تجارت ادویه جات و محصولات کشاورزی سودآور در قرن ۱۹ و اوایل قرن ۲۰ کرد. ساختار اجتماعی مستعمره براساس ساختار محکم نژادی و اجتماعی پایدار بود که تعدادی از نخبگان هلندی را نیز شامل می‌شد.

### روزگار معاصر

سوکارنو، رئیس‌جمهور بنیان‌گذار اندونزی.

تا ۱۹۴۲ میلادی اندونزی متعلق به هلند بود و از ۱۹۴۲ تا ۱۹۴۵ تحت اشغال ژاپن درآمد. در ۱۷ اوت ۱۹۴۵، میلیون به رهبری احمد سوکارنو و دکتر حتی اعلام جمهوری کردند. چهار سال تمام میان نیروهای هلند و اندونزی جنگ بود. در نهایت در سال ۱۹۴۹ موافقت‌نامه‌ای امضاء شد که طبق مفاد آن، همه سرزمین اندونزی بجز گینه نو به حکومت موقت (جمهوری) ایالات متحده اندونزی واگذار شد. در۱۶ دسامبر ۱۹۴۹، دکتر سوکارنو به ریاست جمهوری این کشور انتخاب گردید.
از قرن هفدهم، هند شرقی مهم‌ترین و سودآورترین بخش امپراتوری هلند به‌شمار می‌رفت. به غیر از اشغال کوتاه مدت بریتانیایی‌ها (۱۸۱۱ تا ۱۸۱۴) و قیام‌های گاه گاهی محلی، هلند کنترل این کشور را تا ۱۹۴۲ حفظ کرد. در این سال ژاپنی‌ها به این مستعمره هجوم آوردند و به عنوان آزاد کنندگان کشور از حکومت استعماری مورد استقبال اکثر اندونزیایی‌ها قرار گرفتند با تسلیم ژاپن در ۱۹۴۵، احمد سوکارنو (۱۹۰۱ تا ۱۹۷۰)- بنیان‌گذار حزب میلیون در ۱۹۲۷ – هند شرقی هلند را جمهوری مستقل اندونزی اعلام کرد. هلندی‌ها پس از چهار سال جنگ متناوب ولی وحشیانه، تحت فشار بین‌المللی استقلال اندونزی را در ۱۹۴۹ پذیرفتند. حکومت سوکارنو به‌طور فزاینده‌ای اقتدارطلب شد و کشور به هرج و مرج اقتصادی گرفتار گردید. او در ۱۹۶۲ گینه نوی هلند را تصرف کرد، که در۱۹۶۲ با عنوان ایریان جایا رسماً ضمیمه شد، هر چند جنبشی جدایی طلب پا برجاست. بین ۱۹۶۳ تا ۱۹۶۶ سوکارنو کوشید با تهاجمات مسلحانه به شمال بورنئو فدراسیون نوپای مالزی را بی‌ثبات سازد. احمد سوکارنو تا زمان سقوطش از کلیه جنبش‌های استقلال طلبانه در قاره‌های آسیا، آفریقا و آمریکای لاتین دفاع می‌کرد.
در دهه ۱۹۵۰ مبارزات خشونت‌آمیزی علیه حکومت اندونزی بر جزایر ملوک جنوبی، توسط مردم ملوک جنوبی صورت گرفت و نیروهای اندونزی این مبارزات را به شدت سرکوب کردند. پس از سقوط حکومت ژنرال سوهارتو در سال ۱۹۹۸، این مبارزات از سر گرفته شد. از سال ۱۹۹۹ تا ۲۰۰۲، خشونت‌ها در جزایر ملوک موجب کشته شدن حدود ۵ هزار نفر و بی‌خانمان شدن ۵۰۰ هزار نفر شد.
در ۱۷ ژوئن ۱۹۹۹ به دستور یوسف حبیبی ژنرال دامیری به فرماندهی منطقه تیمور شرقی رسید که مردم آن خواهان استقلال بودند. در چهارم ژوئیه ۱۹۹۹ بانک جهانی با اعطای وام یک میلیارد دلاری به اندونزی موافقت کرد. انتخابات ریاست جمهوری پس از ۳۰ سال انجام شد و رقیب یوسف حبیبی، خانم مگاواتی سوکارنو پوتری از حزب دموکرات بود که بالاخره در ۲۳ ژوئیه ۲۰۰۱ به ریاست جمهوری رسید و حزب گلکار یعنی حزب وابسته به سیستم حاکمیت شکست خورد. در آخرین روزهای حکومت یوسف حبیبی مردم تیمور شرقی با نظارت سازمان ملل به استقلال خویش رأی دادند. بعد از مگاواتی سوکارنو پوتری، ژنرال بازنشسته سوسیلو بامبانگ یودهویونو که زمانی افسر اطلاعات و فرماندار تیمور شرقی بوده است در ۲۸ اکتبر ۲۰۰۴ در انتخابات ریاست جمهوری به پیروزی رسید.

#### پایان جنگ (۱۹۴۸ میلادی)
از اواسط تا اواخر جنگ جهانی دوم، اندونزی تحت اشغال ژاپن بود. با پایان جنگ و تسلیم نیروهای ژاپن، کلیه سلاح‌های ژاپنی به دست ملی گرایان استقلال طلب اندونزیایی افتاد. در سال ۱۹۴۵ میلادی احمد سوکارنو رهبر آزادی خواهان این کشور، اعلام استقلال کرد، که با مخالفت و لشکر کشی هلندی‌ها مواجه گردید. اما سازمان ملل در این موضوع دخالت کرد و دولت هلند به ناچار با حکومتی به نام اتحادیه اندونزی و هلند موافقت کرد. از این رو نمایندگان دولت اندونزی و دولت پادشاهی هلند به دستور سازمان ملل متحد، بر روی عرشه یک ناو آمریکایی، قرار داد ترک مخاصمه را در ۲۰ ژانویه ۱۹۴۸ امضاء کردند و جنگ دو کشور به پایان رسید. علت این که اندونزی و هلند، این قرار داد را روی یک کشتی بیگانه امضاء کردند این بود که هیچ محل دیگری برای امضای معاهده مورد موافقت دو طرف قرار نگرفته بود.

#### جدایی تیمور شرقی
در سال ۱۹۹۹ مردم تیمور شرقی با شرکت در یک همه‌پرسی که تحت نظر سازمان ملل برگزار شد به استقلال از اندونزی رأی دادند. نتیجه این همه‌پرسی واکنش خشونت‌آمیز شبه نظامیان طرفدار اندونزی را به دنبال داشت.
اقدامات شبه نظامیان با ورود یگان‌هایی از ارتش استرالیا، که بر اساس قطعنامه شورای امنیت به این سرزمین اعزام شده بودند، پایان یافت اما در جریان خشونت‌ها، بیش از یک هزار تن از اهالی تیمور شرقی کشته شدند.

## ظهور اندونزی

### انقلاب ملی اندونزی

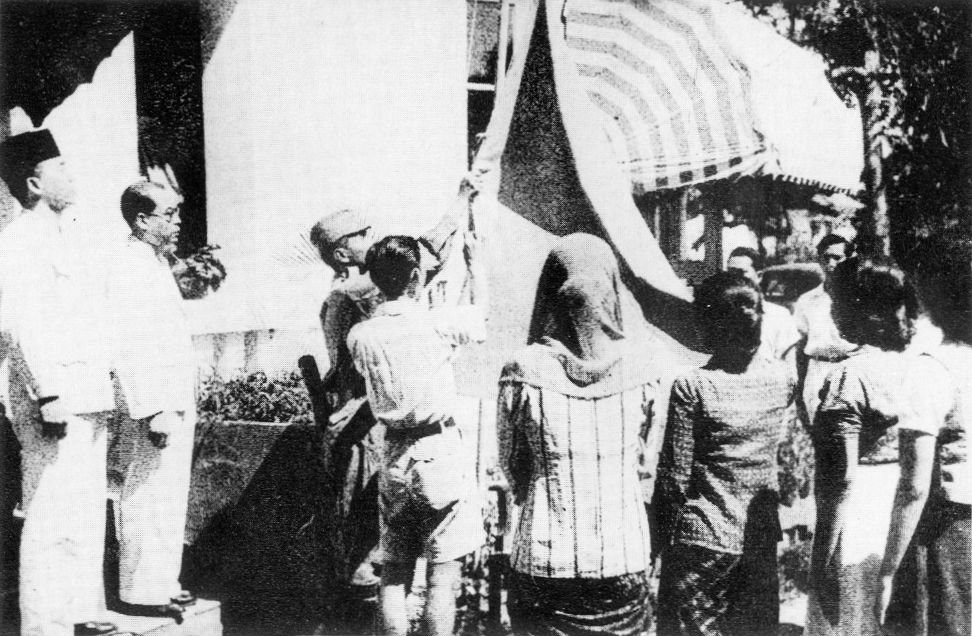
اندکی پس از اعلام استقلال پرچم اندونزی بلند شد.

جنگی مسلحانه و سیاسی بین جمهوری اندونزی و امپراتوری هلند و یک انقلاب اجتماعی داخلی پس از جنگ و استعمار در این کشور بود. این انقلاب بعد از اعلان استقلال اندونزی در سال ۱۹۴۵ و به رسمیت شناختن استقلال اندونزی توسط هلند در پایان سال ۱۹۴۹ بوقوع پیوست. جنبش استقلال اندونزی که به عنوان «سال بیداری ملی» نیز از آن نام برده می‌شود در ماه مه ۱۹۰۸ شروع شد.
این مبارزه به مدت بیش از چهار سال ادامه داشت و شاهد درگیری‌های خونین نظامی، تحولات سیاسی و اجتماعی در داخل اندونزی و دو مداخله دیپلماتیک بین‌المللی بود. نیروهای نظامی هلندی توانستند شهرهای بزرگ، شهرها و دارایی‌های صنعتی متعلق به جمهوریخواهان در جاوه و سوماترا را به کنترل خودشان درآورند ولی آنها قادر نبودند که حومه این شهرها را کنترل کنند. در سال ۱۹۴۹، فشارهای بین‌المللی بر هلند به حدی رسید که در کنار ناکامی‌های نظامی که داشت مجبور شد استقلال اندونزی را به رسمیت بشناسد.
این انقلاب به حکومت استعماری هند شرقی هلند پایان داد ولی گینه نو هلند همچنان در زیر استعمار باقی ماند. با انقلاب در اندونزی کاست‌های قومی به‌طور قابل ملاحظه ای تغییر کرد و قدرت بسیاری از حاکمان محلی (راجا) کاهش یافت. پس از انقلاب اگر چه چند نفر از تجار در این کشور توانستند نقش مهمتری در اقتصاد داشته باشند ولی. این انقلاب باعث نشد که وضعیت اقتصادی و سیاسی اکثریت مردم اندونزی بهتر شود.

## دوران جدید

### کشتارهای جمعی
کشتارهای جمعی یا پاک‌سازی کمونیست‌ها در اندونزی به بروز آشوب مدنی در اندونزی طی چند ماه در سال‌های ۱۹۶۵ و ۱۹۶۶ اشاره دارد که طرفداران کمونیسم، اقوام چینی، و چپ‌گرایان ادعایی اغلب به تحریک نظامیان و دولت قتل‌عام شدند. این وقایع چونان پاک‌سازی ضدکمونیستی در واکنش به تلاش برای یک کودتای بحث‌برانگیز توسط جنبش ۳۰ سپتامبر در اندونزی رخ داد. طبق اکثر منابع چاپ‌شده، بین پانصد هزار تا بیش از یک میلیون نفر طی این وقایع کشته شدند. برخی از منابع جدیدتر، شمار کشته‌شدگان را تا دو یا سه میلیون نفر برآورد کرده‌اند. این پاک‌سازی‌ها رخدادی محوری در گذار به «نظم جدید» و حذف حزب کمونیست اندونزی به عنوان یک نیروی سیاسی بود که بر روی جنگ سرد در عرصهٔ جهانی نیز تأثیرگذارد. این اغتشاش‌ها به سقوط رئیس‌جمهور سوکارنو و روی کار آمدن سوهارتو منجر شد. سوهارتو سه دهه به شیوه‌ای اقتدارگرایانه ریاست‌جمهوری کرد.

## دوره اصلاحات

### شورش‌ها
شورش‌های مه ۱۹۹۸ اندونزی، حوادث خشونت‌آمیز، تظاهرات و ناآرامی مدنی بود که در سراسر اندونزی اتفاق افتاد. این شورش‌ها عمدتاً در مدان در شمال سوماترا (۴ تا ۸ مه)، جاکارتا پایتخت اندونزی (۱۲ تا ۱۵ مه) و سوراکارتا (سولو) در جاوه مرکزی (۱۳ تا ۱۵ می) رخ داد.

### تروریسم
به عمل تروریستی بر روی اماکن یا حمله به شهروندان اندونزی یا خارجی‌ها گفته می‌شود. این عمل تروریستی همیشه دولت جمهوری اندونزی یا خارجی‌ها را در اندونزی، به‌طور مشخص بازدیدکنندگان غربی و به‌طور ویژه آن‌هایی که از آمریکا و استرالیا به اندونزی می‌روند را هدف قرار داده است.
در ژوئن سال ۲۰۱۵ اندونزی از لیست سیاه مالی کشورهای غیر همکار یا تروریسم (NCCTs) بر اساس اینکه اندونزی در جنگ سراسری علیه منابع مالی تروریستی و پولشویی همکاری می‌کند، خارج شد. این به اندونزی همان وضعیت سایر کشورهای عضو G-20 را می‌دهد.

#### بمب‌گذاری‌های ۲۰۰۲ بالی
در ۱۲ اکتبر در منطقه گردشگری کوتا، در جزیره بالی، اندونزی صورت گرفت. در این حمله ۲۰۲ نفر کشته شدند که شامل (۸۸ استرالیایی، ۳۸ اندونزیایی و بیش از ۲۰ ملیت دیگر بودند) و ۲۰۹ تن دیگر زخمی شدند.

#### حملات ۲۰۱۶ جاکارتا
در ۱۴ ژانویه ۲۰۱۶، چندین انفجار و تیراندازی در نزدیکی بازار ساریناه جاکارتا، اندونزی رویداد. بنا به گزارش‌ها در این حملات هفت نفر (که پنج نفر آنها از مهاجمین هستند) کشته و نوزده تن دیگر زخمی شدند. بر طبق گزارش‌ها ۱۰ تا ۱۴ مهاجم در این حملات شرکت داشته‌اند و داعش مظنون اصلی این حملات بوده است. داعش پس از حملات پاریس در اواخر سال ۲۰۱۵، تهدید کرده بود که اندونزی را هدف حملات خود قرار خواهد داد.